# The Christmas House
The Christmas House (englisch für Das Weihnachtshaus) ist ein amerikanischer Weihnachtsfilm des Hallmark Channel, der dort am 22. November 2020 ausgestrahlt wurde. Es handelt von den Mitchells (Sharon Lawrence und Treat Williams), die ihr Haus für Weihnachten dekorieren, wofür die beiden erwachsenen Söhne Mike und Brandon mit seinem Mann nach Hause kommen. Es ist daher der erste Hallmark-Film mit einem homosexuellen Paar unter den Hauptfiguren (Jonathan Bennett und Brad Harder). Die Idee stammt von Robert Buckley, der Mike spielt, basierend auf seiner Kindheit.

## Handlung
Mike Mitchell ist ein Hollywood-Schauspieler und Star der Fernsehserie Handsome Justice; als die Produktion der aktuellen Staffel abgeschlossen ist und die Mitwirkenden in die Weihnachtspause gehen, erfährt er, dass sie vielleicht nicht verlängert wird. Da laden ihn seine Eltern Bill und Phyllis, die gerade pensioniert ist, ein, nach Hause in New York City zu kommen und zu helfen, die Tradition des „Christmas House“ nach zwanzig Jahren wieder aufleben zu lassen, wozu auch sein Bruder Brandon und dessen Mann Jake kommen, die auf Antwort einer Adoptionsvermittlungsstelle warten. Das „Christmas House“ bedeutet, dass die Familie das Haus innen und außen ausgiebig mit mehreren Bäumen, Lichtern und Aufstellern schmückte. Bei der Besichtigung des Weihnachtshauses an Heiligabend trat Mike als Kind früher mit der Nachbarstochter Andi, in die er heimlich verliebt war, als Zauberer auf. Auch Andi ist nun mit ihrem Sohn Noah nach einer Scheidung in das Haus ihrer Mutter zurückgekehrt.
Während die Dekorationsarbeiten voranschreiten, die Phyllis strikt mit einer Trillerpfeife am Laufen hält, erfährt Mike durch Andi, die Immobilienmaklerin ist, dass seine Eltern das Haus verkaufen wollen, sowie später durch Phyllis, dass sie sich danach eine Auszeit voneinander nehmen und separat umziehen wollen, denn seit ihrer Pensionierung hat sie das Gefühl, dass sie sich auseinanderentwickelt haben und nicht mehr auf einer Wellenlänge sind. Obwohl das Haus noch nicht auf dem Markt ist, hat Andi bald schon einen Interessenten, der es besichtigt: Marvelous Jim. Bill schlägt vor, es bereits offiziell zum Verkauf anzubieten, da am Weihnachtsabend sowieso Leute zur Besichtigung kommen werden.
Mike gibt seinen Zauberkasten an Noah weiter und zeigt ihm das Zaubergeschäft von Marvelous Jim. Seine Showrunnerin Kathleen hat für Heiligabend ein Treffen mit den Produzenten arrangiert, um eine Fortsetzung der Serie zu verhandeln, bei dem er dabei sein soll. Dennoch verspricht er Noah, rechtzeitig wieder zurück zu sein. Einen Tag vorher erhalten Brandon und Jake die Nachricht, dass ihr Adoptionsantrag bewilligt ist, und Phyllis und Bill berichten, dass sie eine Immobilie gefunden haben, die sie gemeinsam renovieren wollen. Bei dem Treffen hören Mike und Kathleen, dass die Serie nicht eingestellt werden soll, aber Mike geht, weil er an Weihnachten nach Hause gehört. Nachdem er dort wieder erscheint, tritt Noah draußen auf einer Bühne als Zauberer auf. Der letzte Trick transportiert Mike und Andi in das Haus, wo Mike ihr verkündet, dass er bleiben wird, und sie sich küssen. Marvelous Jim ist bereit für ein Barangebot, doch am Weihnachtstag hat er zurückgezogen und Andi präsentiert einen neuen Käufer: Mike, dessen Serienspinoff in New York spielen wird.
Im Abspann sind Brandon und Jake mit ihrem Baby zu sehen und Mike und Andi leben mit Noah im Weihnachtshaus.

## Hintergrund

### Kontext
Der Familiensender Hallmark Channel, der ein konservativ-christliches Publikum gewonnen hat, sendet von November bis Januar im Programmblock Countdown to Christmas thematisch passende Liebesfilme, mit weißen, heterosexuellen Protagonistenpaaren. Im November 2019 wurden Hallmark und der ähnlich ausgerichtete Sender Lifetime kritisiert, dass in der Aufstellung von 70 neuen Feiertagsfilmen kein einziger eine LGBT-Figur in der Hauptbesetzung habe. In Reaktion darauf äußerten Geschäftsführer von Hallmarks Mutterkonzern Crown Media, dass sie sich dieses Versäumnis bewusst seien und es in Zukunft zu ändern hofften. Michelle Vicary sagte, dass sie sich derzeit Ideen für LGBT-Filme ansehen würden, und Bill Abbott, CEO der Crown Media Family Networks, dass Hallmark offen für jede Art Film sei, auch welche mit einer LGBT-Hauptfigur. Daraufhin wurden zwei Petitionen veröffentlicht, von One Million Moms, eine Elterngruppe der christlich-fundamentalistischen Organisation American Family Association, und von der katholischen rechtsextremen Website LifeSiteNews, die gegen die Präsentation von LGBT-Figuren und Themen, was sie als Kooperieren mit einer LGBT-Indoktrinationsagenda bezeichneten, protestierten, um den Sender aus ihrer Sicht für christliche Zuschauer familienfreundlich zu halten. Deren Beschwerden an Abbott bezogen sich auch auf im Dezember gesendete Werbungen des Hochzeitsunternehmens Zola, die auch lesbische Paare zeigten, die daraufhin zunächst zurückgezogen, aber nach Kritik wieder eingesetzt wurden. Abbott trat daraufhin im Januar 2020 als CEO zurück.
Im Juli 2020, als die ersten Filme für das Feiertagsprogramm angekündigt wurden, verkündete der Sender, dass einige LGBT-Storylines, -FIguren und -Schauspieler enthalten werden und der Sender in entsprechenden Verhandlungen sei. Der erste Hallmark-Film mit einem gleichgeschlechtlichen Paar war im August Wedding Every Weekend, der eine lesbische Hochzeit zeigte. Im September wurde The Christmas House als erster LGBT-Weihnachtsfilm und erster Film mit schwulen Hauptfiguren des Senders angekündigt, worauf One Million Moms erneut mit einer Petition reagierte. Daneben erschienen im November/Dezember als LGBT-Weihnachtsfilme auch The Christmas Set-Up bei Lifetime und Happiest Season bei Hulu.

### Entstehung
Robert Buckley, der beim Hallmark Channel sein Schauspieldebüt im Februar 2020 in Love in Store hatte, lieferte die Idee zu The Christmas Hous, schrieb mit Erin Rodman am Drehbuch, ist der führende Hauptdarsteller und fungierte als Executive Producer. Die Idee bewarb er dem Sender bereits im August 2019 und im Januar 2020 erfolgte das grüne Licht zur Entwicklung des Films. Das Konzept des Weihnachtshauses basiert auf einer Tradition seiner Familie, von der Kate Redinger, Executive Producer von Love in Store, gehört hatte und ihn darauf ansprach, es zu einem Film zu entwickeln. Er versorgte das Produktionsteam mit Kindheitsfotos, aus denen Räume und Objekte als Replikas nachgebaut wurden. Er beschreibt diese Tradition als extremes Makeover des Hauses; sie seien damit stadtbekannt gewesen und Schulklassen hätten Ausflüge zu ihnen gemacht.
Die Idee des Bruders als schwule verheiratete Hauptfigur führte er bereits beim Pitch gegenüber dem Sender an: „Ich dachte, wenn sie nicht an Bord sind, ist es cool, dass wir direkt Bescheid wissen werden, und was ein großartiger Grund, abgelehnt zu werden, [wäre das],“ aber im Gegenteil unterstützte der Sender die Idee und ermunterte ihn sie auszubauen, sodass das Element der Adoption hinzukam. Er wollte damit etwas von Bedeutung und Wert über die Unterhaltung hinaus kreieren, aber die Sexualität des Paares nicht ins Rampenlicht stellen und ein „großes Ding“ daraus zu machen, sondern es einfach als Paar zeigen, was auf dem Sender überfällig gewesen sei. Das Paar wurde mit den auch in Wirklichkeit schwulen Schauspielern Jonathan Bennett und Brad Harder besetzt; Harders Sohn Kael ist am Ende als das Kind zu sehen, das von dem Paar adoptiert wird. Bennett pries die Repräsentation, hatte mit dieser aber nicht gerechnet. So berichtet er, dass er seine Agenten zunächst gefragt hatte, welche Frau denn seine Angebetete spielen würde.
Gedreht wurde der Film im Herbst 2020 in Vancouver, Kanada. Regie führte der ebenfalls schwule Michael Grossman. Nach dem Dreh einer Szene, in der die beiden sich küssen, habe der gesamte anwesende Mitarbeiterstab geweint und schwule Mitarbeiter, die jahrelang an mehreren Hallmark-Filmen mitgearbeitet hatten, seien an sie herangetreten, um sich für die Repräsentation zu bedanken, durch die sie sich erstmals als Teil der Familie fühlten. Während der Dreharbeiten machte Bennetts Partner Jaymes Vaughan ihm auf dem Filmset einen Heiratsantrag.

## Rezeption

### Rezensionen
Brett White von Decider nennt The Christmas House den besten Hallmark-Feiertagsfilm des Jahres und lobt, auch wenn alle Schauspieler herausragend seien, insbesondere Sharon Lawrence: „Sie verkauft den Ernst von Phyllis’ innerem Kampf, lange bevor man weiß, was passiert, und verleiht dem Film Gewicht.“
Farid-ul-Haq für The Geekiary befand die queere Repräsentation des Films für gut geschrieben: „Dass es zwei verheiratete Männer sind, wird im Film von niemandem als ungewöhnlich angesehen. Zu sehen, dass die queeren Figuren sich so zuhause fühlen, wird sicherlich viele berühren. Hoffentlich wird es helfen Dinge zu verändern, denn zahlreiche queere Leute im echten Leben fühlen sich unwohl, sich bei Familientreffen auszudrücken. Hallmark sah die Chance, Geschichte zu schreiben, und jeder Beteiligte hat mit Bravour bestanden.“
Megan Garber vom Atlantic lobt den Film dafür, dass er anerkennt, dass Weihnachtsmagie echte Arbeit, die meistens von Frauen geleistet wird, bedarf. Typische Romantische Komödien der Festtagszeit seien im Zuge magischen Irrealismus frei von Mühe und Arbeit; die Feiertagsstimmung, Festlichkeit und Magie sei einfach da. Im Gegensatz dazu drehe The Christmas House sich um Anti-Magie, um die Arbeit, die notwendig ist, um Weihnachten geschehen zu lassen. Der Film sei auch etwas radikal. „Er erkennt Phyllis’ Mühen, er feiert diese Mühen. Und, entscheidend, er gibt ihr Hilfe bei diesen Mühen. Es zeigt die ultimative Feiertagsfantasie: eine Familie, die all die Arbeit, die getan werden muss, sieht und fragt, wie sie helfen kann.“

### Nominierungen
Die Nominierung des Films bei den GLAAD Media Awards war die erste überhaupt für den Hallmark Channel.
- GLAAD Media Awards 2021: Herausragender Fernsehfilm
- Young Artist Awards 2021: Bester Jungdarsteller in einem Fernsehfilm, für Mattia Castrillo

### Weiteres
Im Dezember 2021 wurden neben signierten Drehbüchern und anderen Objekten die Jacken, die Bennett und Harder in der schwulen Kuss-Szene tragen, als Teil der LGBT-Geschichte in das Smithsonian-Archiv aufgenommen. Archivar Franklin Robinson Jr., der die Produktionsfirma des Films kontaktiert hatte, nannte die positive Darstellung eines schwulen Paares während eines Haupt-Feiertags auf einem großen Sender bahnbrechend.

## Fortsetzung
Im September 2021 wurde verkündet, dass The Christmas House in dem Jahr eine Fortsetzung erhält. The Christmas House 2: Deck Those Halls, der im September und Oktober in Sidney und Victoria in British Columbia gedreht wurde, erschien am 18. Dezember 2021. Buckley sammelte bereits während der Arbeiten an dem ersten Film Ideen für eine Fortsetzung; nach der Ausstrahlung des ersten Films entwickelte er den Pitch für die Fortsetzung in einem Telefonat mit Kate Redinger und Erin Rodman, die nach der Bestellung des Films das Drehbuch diesmal alleine schrieb. Buckley hofft außerdem auf einen dritten Teil.
Deck Those Halls spielt zwei Jahre nach dem ersten; Brandon und Jake haben mittlerweile zwei Kinder. Mike soll an einer Realityshow, in der Prominente gegeneinander antreten, ihr Haus weihnachtlich zu dekorieren, teilnehmen. Als sein Konkurrent ausfällt, wird dafür Brandon eingespannt, dessen Familie vorübergehend im Haus von Andis verreister Mutter wohnt, sodass nebeneinander zwei Weihnachtshäuser entstehen und ein Rivalitätskampf zwischen den Brüdern aufkocht. Während Noahs Vater Zane (Matthew James Dowden) in die Stadt kommt, versucht Mike, Andi einen Antrag zu machen, was am Ende gelingt; außerdem kaufen Brandon und Jake schließlich das Haus nebenan.
Die Fortsetzung war ebenfalls für einen GLAAD Media Award nominiert.